# Kan-hatki
Kan-hatki /=white earth/, jedno od malenih plemena Muskogee ili Upper Creek Indijanaca čiji je dom bio u blizini plemena Kolomi na sjevernoj obali rijeke Tallapoosa u okrugu Elmore u Alabami. Inmali su svega jedan istoimeni 'grad' (tulwa). Prema Swantonu, moguće da su bili srodni s Holiwahalima. 